# Eriko Asai
Eriko Asai (浅井 えり子, nascida em 20 de outubro de 1959) é uma corredora fundista aposentada do Japão, que representou seu país nativo na Maratona feminina nos Jogos Olímpicos de Verão de 1988 em Seul, Coreia do Sul.
Foi medalha de ouro nos Jogos Asiáticos de 1986, em Seul, e ganhou a edição de 1994 da Maratona de Nagóia.